# Главани, Жан
Жан Главани (фр. Jean Glavany; род. 14 мая 1949[…], Со, Сена) — французский политический и государственный деятель, министр сельского хозяйства (1998—2002).

## Биография
Родился 14 мая 1949 года в Со, О-де-Сен.
В 1981—1988 годах Главани возглавлял кабинет президента Франсуа Миттерана, а с 1993 по 1997 год заседал в Национальном собрании. В 1998 году был назначен на пост министра сельского хозяйства в левом правительстве Лионеля Жоспена. Во время пребывания в должности он запретил химический токсикоз пчёл, который приводил к сокращению их числа.
В 2002 году Главани был избран депутатом Национального собрания от Верхних Пиренеев в составе Социалистической партии.
В 2017 году Главани поддержал Мануэля Вальса в качестве кандидата от Социалистической партии на президентских выборах.